# Nothing Left to Lose
"Nothing Left to Lose" é o décimo sexto episódio da sexta temporada da série de televisão de comédia de situação norte-americana 30 Rock, e o 119.° da série em geral. Teve o seu argumento co-escrito por Lauren Gurganous e Nina Pedrad, e foi realizado pelo produtor executivo John Riggi. A sua transmissão original ocorreu nos Estados Unidos na noite de 5 de Abril de 2012 através da rede de televisão National Broadcasting Company (NBC). O comediante Chris Parnell e o actor Richard Prioleau foram os artistas convidados para o episódio.
No episódio, após ler a auto-avaliação desencorajadora do produtor do TGS with Tracy Jordan, Pete Hornberger (interpretado por Scott Adsit), como um trabalhador da, Jack Donaghy (Alec Baldwin), executivo da KableTown, assume a tarefa de fazer de Pete um homem respeitável. Entretanto, Tracy Jordan (Tracy Morgan) recupera o seu olfacto perdido há muito tempo e se encontra particularmente afeiçoado ao odor da sua chefe Liz Lemon (Tina Fey). Não obstante, inconscientemente, o ex-estagiário Kenneth Parcell (Jack McBrayer) ajuda Jenna Maroney (Jane Krakowski) a planear uma vingança contra os argumentistas do TGS.
Em geral, "Nothing Left to Lose" foi recebido com opiniões mistas pela crítica especialista em televisão do horário nobre, que opinaram negativamente sobre a trama que revolve em torno de Tracy e a ausiência de participações especiais. Todavia, o episódio foi elogiado por ter dado foco à personagem Pete. De acordo com os dados revelados pelo sistema de mediação de audiências Nielsen Ratings, foi assistido por 2,72 milhões de telespectadores ao longo da sua transmissão original norte-americana, e recebeu a classificação de 1,2 e quatro de share no perfil demográfico dos telespectadores entre os dezoito aos 49 anos de idade. Este foi o menor número de telespectadores já reunido pela série até então.

## Produção

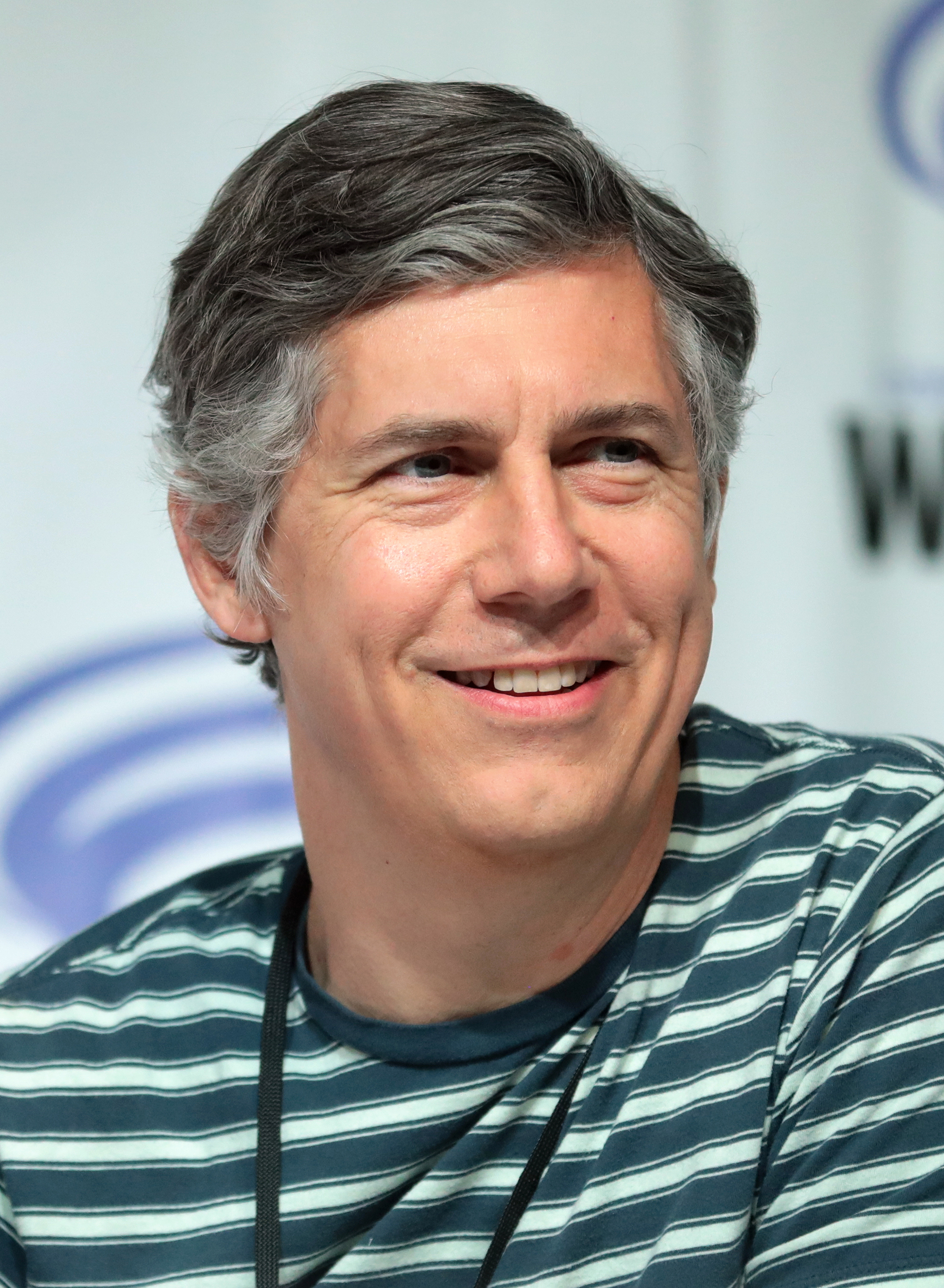
"Nothing Left to Lose" marcou a vigésima participação de Chris Parnell em 30 Rock, a maior quantidade por qualquer actor convidado.

"Nothing Left to Lose" é o décimo sexto episódio da sexta temporada de 30 Rock. O seu argumento foi co-escrito pelas guionistas convidadas Lauren Gurganous e a editora de enredo Nina Pedrad, e foi realizado por John Riggi, um produtor executivo do seriado que também já trabalhou como guionista no passado. Para Riggi, este foi o seu décimo segundo trabalho como realizador em 30 Rock, sendo "St. Patrick's Day" o seu crédito mais recente.
No episódio, a trama que revolve em torno Tracy foi considerada "estruturlamente similar" à de "HOMR" do seriado de animação Os Simpsons, no qual a peronagem Homer Simpson (Dan Castellaneta) faz um exame de raio-x e descobre ter um pedaço de giz de cera alojado no seu cérebro. Quando este é removido, acontece uma alteração radical na sua personalidade, como ele passa por um surto súbito de inteligência, aproximando-o da sua família e distanciado dos amigos. Ultimamente, Homer decide ré-inserir o pedaço de giz no cérebro de modo a reverter a alteração comportamental e voltar tudo ao normal. Escrito pelo produtor executivo Al Jean, "HOMR", por sua vez, teve o seu enredo inspirado em Flowers for Algernon (1958), um romance que serviu como base para o filme dramático Charly (1968), realizado por Ralph Nelson.
O actor e comediante Chris Parnell, ex-membro do elenco do programa de televisão humorístico Saturday Night Live (SNL), fez uma aparição em "Nothing Left to Lose" como o Dr. Leo Spaceman. Esta foi a vigésima participação de Parnell no seriado, alargando o seu título de actor com o maior número de participação em episódios que qualquer outro na série. Vários outros membros do elenco do SNL já fizeram uma aparição em 30 Rock. Estes membros incluem Rachel Dratch, Andy Samberg, Fred Armisen, Kristen Wiig, Will Forte, Jason Sudeikis, Molly Shannon, Horatio Sanz, Jan Hooks, e Siobhan Fallon Hogan. Ambos Tina Fey e Tracy Morgan fizeram parte do elenco principal do SNL, sendo que Fey foi a argumentista-chefe do programa entre 1999 e 2006. Alec Baldwin também apresentou o Saturday Night Live por dezassete vezes, o maior número de episódios por qualquer apresentador da série.

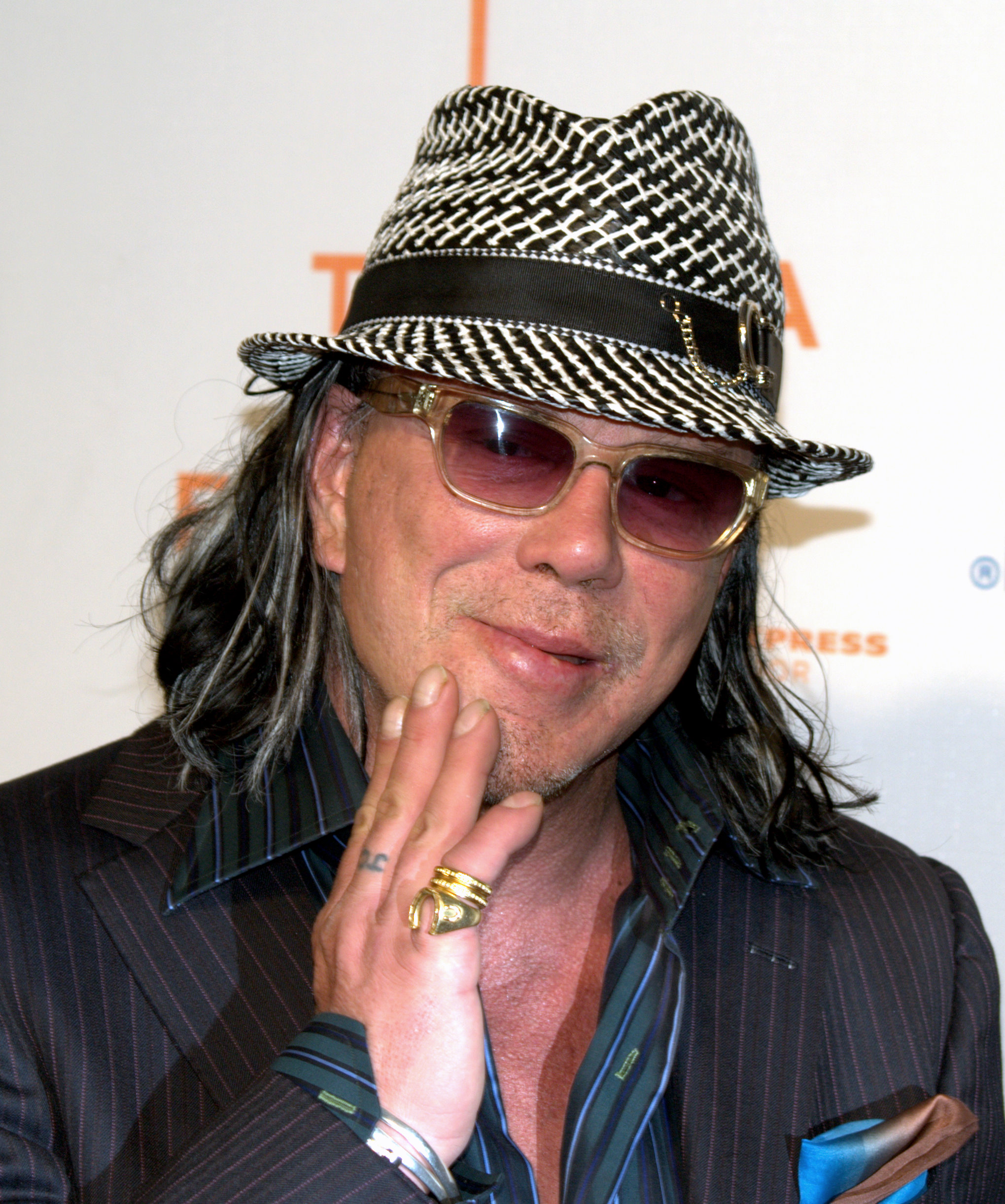
"Nothing Left to Lose" marcou o retorno das referências ao suposto caso amoroso entre Mickey Rourke (imagem) e a personagem Jenna Maroney.

"Nothing Left to Lose" foi um dos episódios de 30 Rock que fez menção à imortalidade da personagem Kenneth Parcell, uma piada que teve início na primeira temporada com o episódio "The Baby Show", no qual há um panfleto na secretária do Dr. Leo Spaceman que lê "Nunca Morre" com uma foto do estagiário no pano de fundo. Isto vem sendo demonstrado ao longo da série pela idade questionável de Kennth, detalhes inconclusíveis sobre a sua vida pessoal, possível calvície, e conhecimento enciclopédico sobre a história da televisão norte-americana que, segundo Madeline Raynor do portal Vulture, "faz você ponderar se ele não vivenciou em pessoa." Uma cena do episódio final de 30 Rock eventualmente confirmou a imortalidade da personagem. Em "Nothing Left to Lose", Kenneth diz a Jenna que apenas Deus e os seus anjos podem fazer julgamentos, procedendo a fazer julgamentos a Jenna, fortalecendo assim o mito da sua imortalidade.
"Nothing Left to Lose" marcou o retorno das referências ao suposto caso amoroso entre o actor norte-americano Mickey Rourke e a personagem Jenna Maroney. As referências ou piadas iniciaram no episódio final da terceira temporada, "Kidney Now!", no qual Jenna revela já ter tentado namorar com Rourke. Desde então, ela vem proferindo afirmações sobre como ele tentou matá-la com uma espada de dois gumes, e que ele "reinventou-me, destruiu-me e reconstruiu-me do nada sexualmente." Quando questionada sobre o suposto relacionamento em entrevista para o portal The Hollywood Reporter, a intérprete Jane Krakowski respondeu: "Sim, parece intrigante. Eu pensei muito nisso, e estou um pouco perturbada. Eu não sei, nós de repente escolhemos pessoas. [...] Passou um longo período desde que eu estive com Mickey Rourke..." Neste episódio, Jenna diz: "Bem, vocês sabem o que se diz por aí, rapazes. Se você não aguenta o calor, saia da grelhadora sexual de Mickey Rourke."
O actor e comediante Judah Friedlander, intérprete da personagem Frank Rossitano em 30 Rock, é conhecido pelos seus bonés de camioneiro de marca registada que usa dentro e fora da personagem Frank. Os chapéus normalmente apresentam palavras ou frases curtas estampadas neles. Friedlander afirmou que ele próprio é quem faz os acessórios. Revelou também que "alguns deles são brincadeiras íntimas, e alguns são simplesmente piadas." A ideia veio do persona de Friedlander nas suas apresentações de comédia stand-up, nas quais os objectos de adorno estão todos estampados com a escrita "campeão mundial" em línguas e aparências diferentes. Em "Nothing Left to Lose", Frank usa bonés que leem "Click Here", "Maintenance Required", "Low Oil", e "Butler School".

## Enredo
A auto-avaliação dos empregados da Kabletown revela que o produtor Pete Hornberger (Scott Adsit) apenas almeja manter a sua posição actual. O executivo Jack Donaghy (Alec Baldwin) considera esta falta de ambição um fracasso pessoal e tenta aumentar a auto-estima de Pete. Porém, depois de uma série de fracassos inúmeros, Jack admite que aquilo foi apenas uma tentativa de empatar a si mesmo de evitar preencher a sua própria auto-avaliação, então Pete manda-o embora do seu escritório por ter-lhe feito a vida difícil, inclusive tendo feito ele cortar o restante do seu cabelo, revelando uma marca de nascença obscena.
Entretanto, ao lançar a sua nova fragrância, Tracy Jordan (Tracy Morgan) revela ter perdido o seu olfacto na infância. O Dr. Leo Spaceman (Chris Parnell) remove um anel que estava preso no seu nariz e o actor recupera o seu olfacto. Contudo, Tracy associa o cheiro da pomada de Liz Lemon (Tina Fey) com o pai que lhe abandonou e, então, começa a se comportar como um empregado exemplar de modo a impressioná-la. Embora ela inicialmente estaja entusiasmada pelo seu novo comportamento, Liz apercebe-se que Tracy abandonou a sua própria família neste processo, levando-a a pedir ao Dr. Spaceman para reverter o procedimento para o bem de todos.
Não obstante, depois dos argumentistas do TGS pregarem mais uma partida em si, Jenna Maroney (Jane Krakowski) vinga-se procurando detalhes embaraçosos sobre eles na lata de lixo. Estes, por sua vez, retaliam fazendo ela sentir pena de John D. Lutz (John Lutz), deixado de fora da vingança de Jenna. Porém, isto também revela ser outra partida, e os argumentistas publicam o vídeo da actriz a revirar um monte de lixo em um contentor em uma página de fetiches. Quando toma conhecimento disto, Jenna apercebe-se que fez algo bom por Lutz, levando-a a ver que não é a pior pessoa que já viu, mas sim a quarta pior, como os três guionistas se aproveitaram da sua bondade.

### Audiência

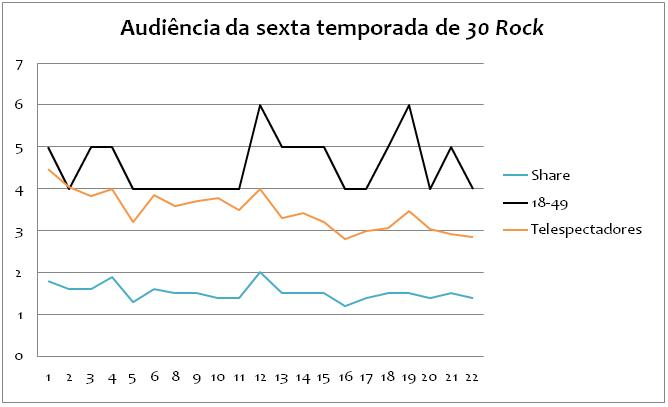
"Nothing Left to Lose" quebrou o recorde de menor número de telespectadores reunidos para um episódio de 30 Rock.